# Церінг Янгдон Вангчук
Церінг Янгдон, у шлюбі Янгдон Вангчук (англ. Ashi Tshering Yangdon Wangchuck (нар. 21 червня 1959 року) — королева Бутану (королева-консорт і королева-мати). Одна з чотирьох дружин четвертого короля Бутану Джігме Сінг'є Вангчука.
Церінг Янгдон — четверта донька в родині Яб Угьєн Дорджі (англ. Yab Ugyen Dorji нащадка інкарнацій розуму й мови засновника Бутану Шабдрунг Нгаванг Намг'яла, і Юм Зуджі Зам (англ. Yum Thuji Zam. У неї було чотири сестри і два брата30[джерело?] У 1979 році Церінг Янгдон разом з трьома сестрами (крім старшої), одруилася за Джігме Сінг'є Вангчуком.
Інші три дружини короля, сестри Церінг Янгдон:
- Королева Дорджі Вангмо Вангчук
- Королева Церінг Пем Вангчук
- Королева Сангай Чоден Вангчук

Церінг Янгдон є матір'ю нинішнього короля Бутану Джігме Кхесар Намг'ял Вангчука. Вона також є матір'ю молодших брата і сестри короля — принцеси Дечен Янгзом (нар. 1981) і принца Джігме Дорджі (нар. 1986).
Брат королеви Сангай Нгедуп є політичним діячем Бутану, займав значні пости в уряді.